# Yasuharu Kurata
Yasuharu Kurata (倉田 安治, Kurata Yasuharu, Shizuoka, 1 februari 1963) is een Japans voormalig voetballer die als middenvelder speelde.

## Clubcarrière
Kurata begon zijn carrière in 1986 bij Honda. In 5 jaar speelde hij er 77 competitiewedstrijden en scoorde 5 goals. Hij tekende in 1991 bij Yomiuri. Met deze club werd hij in 1991/92 kampioen van Japan. Kurata veroverde er in 1991 de JSL Cup. Kurata beëindigde zijn spelersloopbaan in 1992.

## Japans voetbalelftal
Yasuharu Kurata debuteerde in 1986 in het Japans nationaal elftal en speelde 6 interlands.

## Statistieken
| Japans voetbalelftal | Japans voetbalelftal | Japans voetbalelftal |
| Jaar                 | Wed.                 | Dlp.                 |
| -------------------- | -------------------- | -------------------- |
| 1986                 | 1                    | 0                    |
| 1987                 | 5                    | 0                    |
| Totaal               | 6                    | 0                    |